# Maria Antonina Wittelsbach
Maria Antonina Wittelsbach, właśc. Maria Antonina Walburga Symforoza Wittelsbach (ur. 18 lipca 1724 w Monachium, zm. 23 kwietnia 1780 w Dreźnie) – księżniczka bawarska z dynastii Wittelsbachów, księżna elektorowa Saksonii jako żona księcia elektora Fryderyka Krystiana Wettyna.

## Życiorys
Najstarsza córka księcia elektora Bawarii Karola Alberta Wittelsbacha (późniejszego cesarza rzymsko-niemieckiego Karola VII Bawarskiego) i Marii Amalii Habsburg (córki cesarza rzymsko-niemieckiego Józefa I Habsburga), która dożyła wieku dorosłego. Urodziła się w pałacu Nymphenburg. Ze strony ojca jednym z jej pradziadków był król polski i wielki książę litewski Jan III Sobieski.
20 czerwca 1747 roku poślubiła księcia saskiego i królewicza polskiego Fryderyka Krystiana (syna króla Augusta III Sasa), z którym łączyło ją bliskie pokrewieństwo, gdyż ich matki były rodzonymi siostrami. Urodziła dziewięcioro dzieci, z których dwoje zmarło tuż po narodzinach. Pozostałymi były:
- Fryderyk August I (1750–1827) – ostatni książę elektor i pierwszy król Saksonii, książę warszawski;
- Karol Wettyn (1752–1781);
- Józef Wettyn (1754–1763);
- Antoni Wettyn (1755–1836) – drugi król Saksonii;
- Maria Amalia Wettyn (1757–1831) – żona Karola II Augusta Wittelsbacha;
- Maksymilian Wettyn (1759–1838) – mąż Karoliny Burbon-Parmeńskiej,
- Maria Anna Wettyn (1761–1820)[1].

Maria Antonina interesowała się sztuką, troszczyła się też o rozwój gospodarczy Saksonii. Zajmowała się nie tylko malarstwem i poezją, była również śpiewaczką operową (sopranistką) i kompozytorką znaną jako autorka oper Il trionfo della fedeltá (Triumf wierności) i Talestri, regina delle Amazzoni (Talestris, królowa Amazonek).   
Zmarła 23 kwietnia 1780 w Dreźnie i została pochowana w Kościele Dworskim.

## Galeria

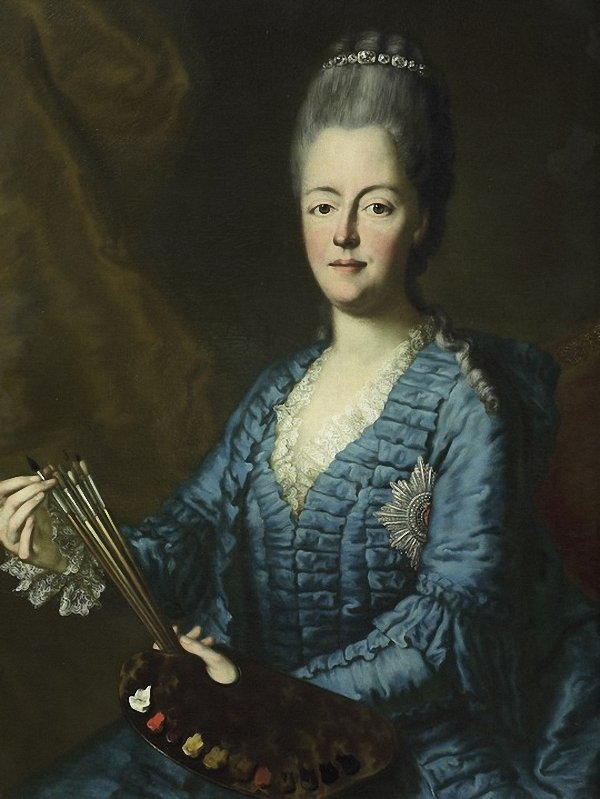
Maria Antonina jako malarka
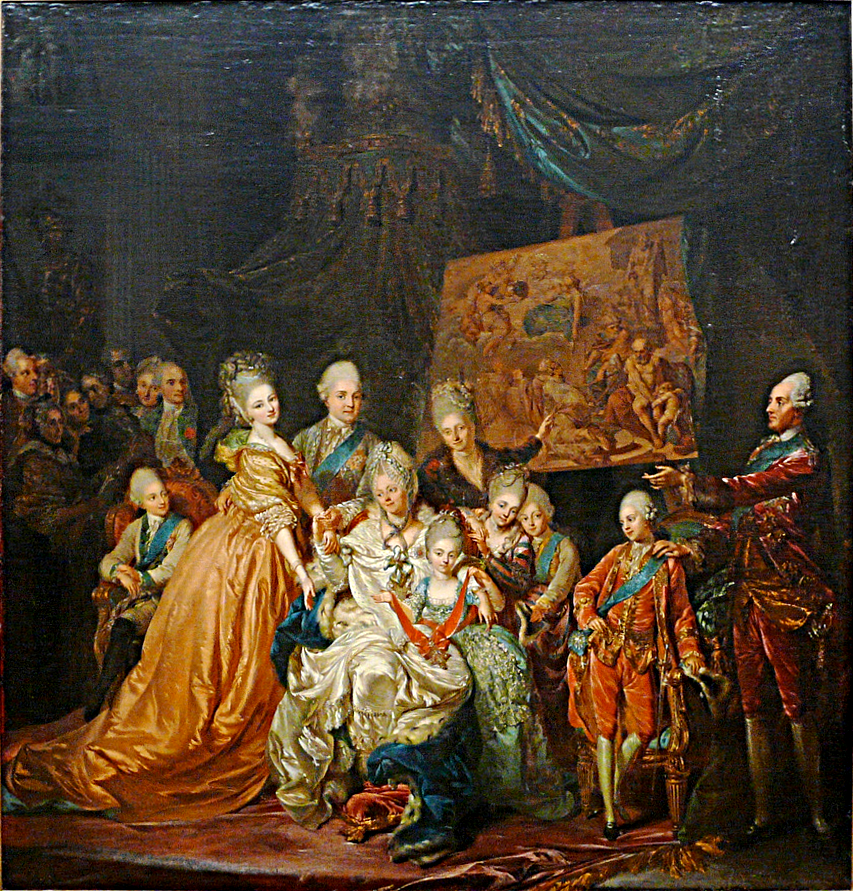
Elektorska rodzina Saksonii (1772)
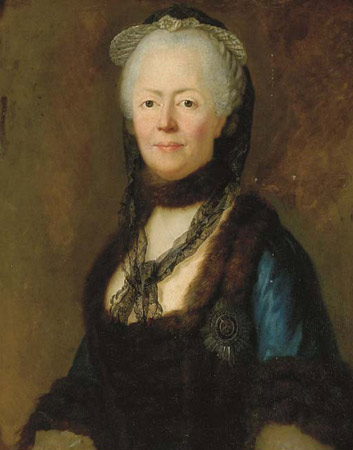
Maria Antonina jako księżna wdowa

## Genealogia
| Prapradziadkowie                       | elektor Bawarii Maksymilian I Wittelsbach (1573-1651) ∞1635 Maria Anna Habsburg (1610-1665)                | książę Sabaudii Wiktor Amadeusz I (1587-1637) ∞1619 Krystyna Maria Burbon (1606-1663)                      | Jakub Sobieski (1590-1646) ∞ 1627 Zofia Teofila Daniłowiczówna (1607-1661)                                 | markiz Henryk Albert de la Grange d’Arquien (1602-1707) ∞? Franciszka de la Châtre (?-?)                   | cesarz rzymski Ferdynand III Habsburg (1608-1657) ∞1631 Maria Anna Habsburg (1606-1646)         | elektor Palatynatu Filip Wilhelm Wittelsbach (1615-1690) ∞1653 Elżbieta Amalia Hessen-Darmstadt (1635-1709) | książę Brunszwiku-Lüneburga) Jerzy (1582-1641) ∞1617 Anna Eleonora Hessen-Darmstadt (1601-1659)          | książę Palatynatu Reńskiego Edward Wittelsbach (1625-1663) ∞1645 Anna Gonzaga (1616-1684)                |
| Pradziadkowie                          | elektor Bawarii Ferdynand Maria Wittelsbach (1636-1679) ∞1652 Henrietta Adelajda Sabaudzka (1636-1676)     | elektor Bawarii Ferdynand Maria Wittelsbach (1636-1679) ∞1652 Henrietta Adelajda Sabaudzka (1636-1676)     | król Polski Jan III Sobieski (1629-1696) ∞ 1665 Maria Kazimiera d’Arquien (1641-1716)                      | król Polski Jan III Sobieski (1629-1696) ∞ 1665 Maria Kazimiera d’Arquien (1641-1716)                      | cesarz rzymski Leopold I Habsburg (1640-1705) ∞ 1676 Eleonora Magdalena Wittelsbach (1665-1720) | cesarz rzymski Leopold I Habsburg (1640-1705) ∞ 1676 Eleonora Magdalena Wittelsbach (1665-1720)             | książę Brunszwiku-Lüneburga Jan Fryderyk Brunszwicki (1625-1679) ∞1668 Benedykta Wittelsbach (1652-1730) | książę Brunszwiku-Lüneburga Jan Fryderyk Brunszwicki (1625-1679) ∞1668 Benedykta Wittelsbach (1652-1730) |
| Dziadkowie                             | elektor Bawarii Maksymilian II Emanuel Wittelsbach (1662-1726) ∞1695 Teresa Kunegunda Sobieska (1676-1730) | elektor Bawarii Maksymilian II Emanuel Wittelsbach (1662-1726) ∞1695 Teresa Kunegunda Sobieska (1676-1730) | elektor Bawarii Maksymilian II Emanuel Wittelsbach (1662-1726) ∞1695 Teresa Kunegunda Sobieska (1676-1730) | elektor Bawarii Maksymilian II Emanuel Wittelsbach (1662-1726) ∞1695 Teresa Kunegunda Sobieska (1676-1730) | cesarz rzymski Józef I Habsburg (1678-1711) ∞ 1699 Wilhelmina Amalia Welf (1673-1742)           | cesarz rzymski Józef I Habsburg (1678-1711) ∞ 1699 Wilhelmina Amalia Welf (1673-1742)                       | cesarz rzymski Józef I Habsburg (1678-1711) ∞ 1699 Wilhelmina Amalia Welf (1673-1742)                    | cesarz rzymski Józef I Habsburg (1678-1711) ∞ 1699 Wilhelmina Amalia Welf (1673-1742)                    |
| Rodzice                                | cesarz rzymski Karol VII Wittelsbach (1697-1745) ∞1722 Maria Amalia Habsburg (1701-1756)                   | cesarz rzymski Karol VII Wittelsbach (1697-1745) ∞1722 Maria Amalia Habsburg (1701-1756)                   | cesarz rzymski Karol VII Wittelsbach (1697-1745) ∞1722 Maria Amalia Habsburg (1701-1756)                   | cesarz rzymski Karol VII Wittelsbach (1697-1745) ∞1722 Maria Amalia Habsburg (1701-1756)                   | cesarz rzymski Karol VII Wittelsbach (1697-1745) ∞1722 Maria Amalia Habsburg (1701-1756)        | cesarz rzymski Karol VII Wittelsbach (1697-1745) ∞1722 Maria Amalia Habsburg (1701-1756)                    | cesarz rzymski Karol VII Wittelsbach (1697-1745) ∞1722 Maria Amalia Habsburg (1701-1756)                 | cesarz rzymski Karol VII Wittelsbach (1697-1745) ∞1722 Maria Amalia Habsburg (1701-1756)                 |
| Maria Antonina Wittelsbach (1724-1780) | | | | |                                                                                                 | | | |